# Баламанджи, Жозюэ
Жозюэ Баламанджи (фр. Josué Balamandji; 9 августа 1989 года, Банги) — центральноафриканский футболист, нападающий французского клуба «Бобиньи».

## Клубная карьера
Жозюэ Баламанджи начинал свою карьеру футболиста во французских любительских клубах «Плабеннек» и «Вильмомбль». Летом 2011 года он перешёл в «Реймс», проведя за него лишь один матч в Лиге 2.
В конце ноября 2013 года центральноафриканец стал футболистом болгарского «Черноморца» из Бургаса. 30 ноября он забил свой первый и единственный гол в рамках болгарской Группы «А», отметившись в домашнем поединке против «Пирина» из Гоце-Делчева.
В 2015-2016 годах Баламанджи выступал за французский любительский клуб «Мюлуз», а с июля 2017 года представляет «Бобиньи».

## Карьера в сборной
8 сентября 2012 года Жозюэ Баламанджи дебютировал за сборную Центральноафриканской Республики, выйдя в основном составе в домашнем матче отборочного турнира Кубка африканских наций 2013 с Буркина-Фасо. 31 мая 2014 года Баламанджи забил свой первый гол за национальную команду, отметившись в гостевой игре отборочного турнира Кубка африканских наций 2015 с Гвинеей-Бисау.